# Великое княжество Русское

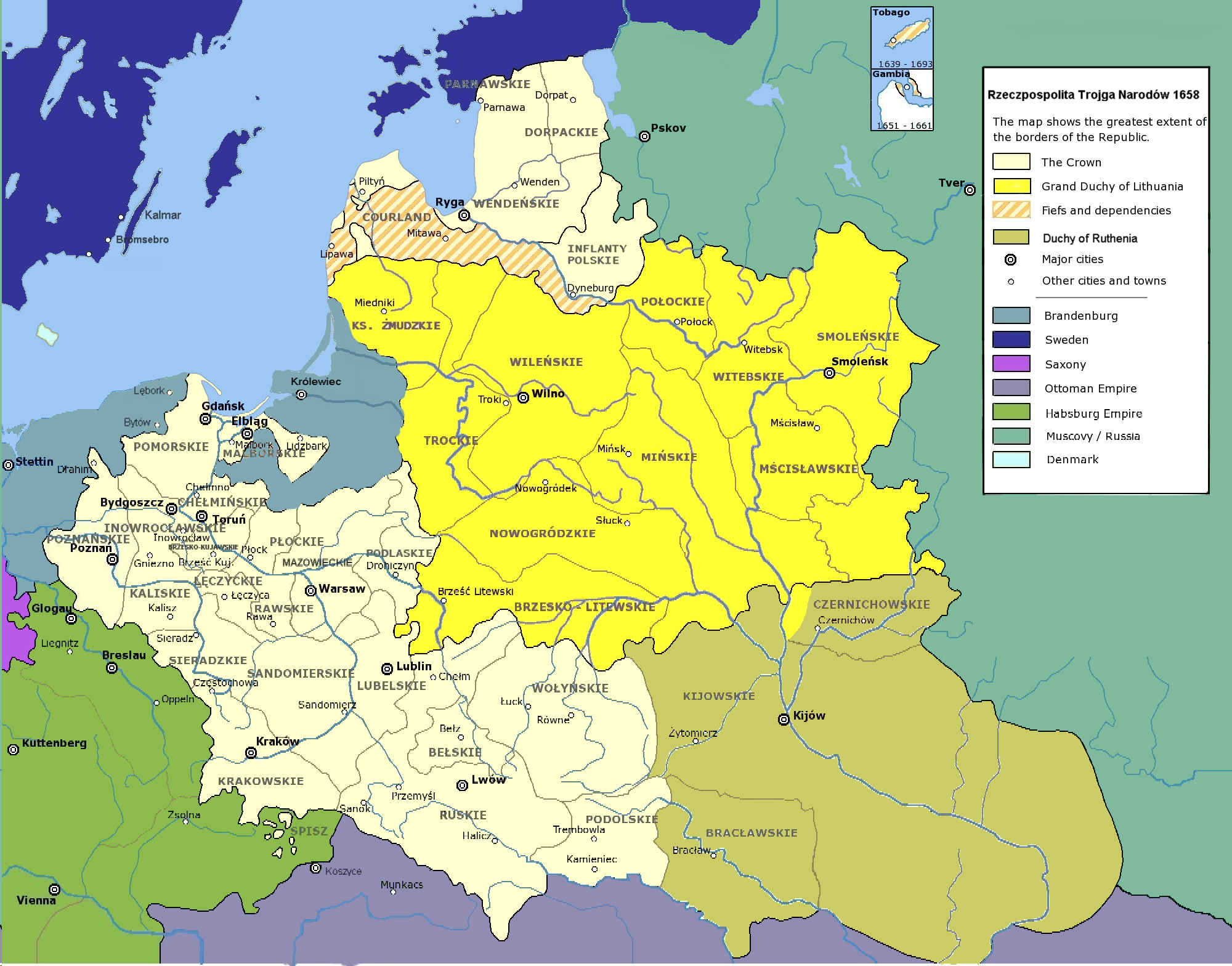
Предполагаемое территориальное деление Речи Посполитой

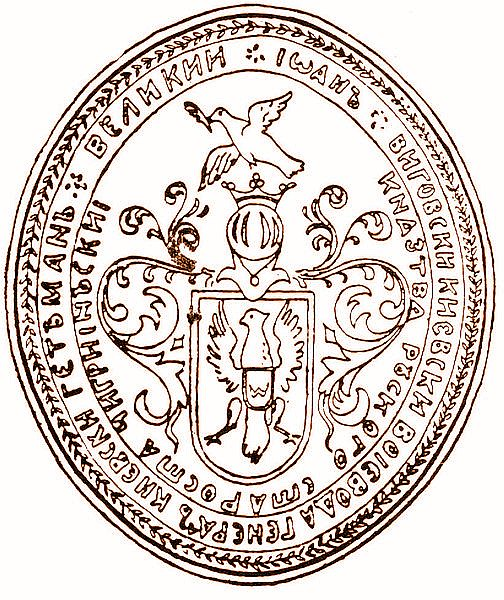
Печать Выговского на западнорусском языке с упоминанием «князтва руского»

Великое княжество Русское (пол. Wielkie Księstwo Ruskie) — проект казацкой автономии в составе Речи Посполитой, обозначенный в Гадячском договоре 1658 года, который был заключён между гетманом Иваном Выговским и представителями польской Короны.
Ивану Выговскому полагался титул «Великого гетмана княжества Русского». Таким образом под властью единого монарха Речь Посполитая из федерации двух народов преобразовывалась в федерацию трёх народов: Польша — Великое княжество Литовское — Великое княжество Русское. Несмотря на название, проект русской автономии включал в себя далеко не все русские земли Речи Посполитой и даже Короны, так как не распространялся на Галицию, Волынь, Подолье, Подляшье и белорусские земли.
По ряду причин Великое княжество Русское так и осталось нереализованным. Народ не желал возвращения польского национального и религиозного гнёта на Малой Руси даже в смягчённой форме (Гадячский договор предусматривал возвращение польских помещиков на свои земли) и был возмущён новым резким разворотом во внешней политике, означавшим измену присяге царю Алексею Михайловичу. На территории левобережных полков вспыхнуло восстание против Выговского и Речи Посполитой, ознаменовавшее начало длительной гражданской войны под названием Руина. Речь Посполитая, в свою очередь, не намеревалась в полной мере соблюдать условия Гадячского договора. Сейм ратифицировал его лишь в односторонне-урезанном виде, исключив создание Великого княжества Русского.